# OpenRaster
OpenRaster — формат файлів, запропонований для обміну багатошаровими зображеннями між растровими графічними редакторами. Призначений для заміни пізніших версій формату Adobe PSD. Розробка OpenRaster триває, наразі формат підтримують деякі програми. Типове розширення для файлів OpenRaster — «.ora».

## Причини
Формат файлу Adobe Photoshop PSD широко використовувався як міжпрограмний формат файлу для багатошарових зображень. Adobe дозволила це, публічно оприлюднивши специфікації формату. 2006 року Adobe змінила цю ліцензію, щоб лише надавати доступ до специфікацій і документації та використовувати їх «з метою внутрішньої розробки Програм для розробників у зв'язку з програмними продуктами Adobe та включення частини або всього зразка коду в Програми для розробників» (англ. for the purposes of internally developing Developer Programs in connection with Adobe Software products and incorporating portions or all of the Sample Code into Developer Programs). У відповідь на ці обмеження розробники KDE та Krita Боудевейн Ремпт і Сірілл Бергер на першій зустрічі Libre Graphics Meeting у Ліоні (Франція) навесні 2006 року запропонували формат OpenRaster, що ґрунтується на форматі Open Document Format.

## Вимоги
Повинні бути такі функції:

### Загальні
- Повна документація у вільному доступі
- Тип формату файлу OpenDocument (архів із низкою файлів у ньому)
- розширюваний, але без приватних недокументованих розширень: будь-яке розширення слід додавати до специфікації та документації формату файлу
- Не вимагається, щоб програми підтримували всі функції формату файлу, але під час роботи з файлом не повинна втрачатися інформація, з якою програми не можуть працювати

### Метадані
- Зберігання метаданих за допомогою тегів {XMP[en] — Дублінське ядро — IPTC[en]}
- Можливість зберігання тегів метаданих для шару
- Зберігання тегів Exif
- Усі текстові дані в Unicode (UTF-8 або UTF-16)

### Шари
- Зберігання кількох шарів
- Зберігання координат кожного шару
- Зберігання параметрів змішування (композитування) для кожного шару
- Зберігання коригувальних шарів
- Зберігання ефектів шару
- Групи шарів
- Інформація про колір — профіль, колірний простір

### Інше
Див.
- Зберігання контурів, відсічних контурів[en] і тексту за контуром
- Виділення та маски
- Вбудовування документів у фреймворки OpenDocument
- Підтримка скасування, історії команд і дій (як у PSD)

### Пропозиції та розширення
- Палітра
- Вбудовані шрифти (пропозиція щодо розширення)
- Кілька сторінок
- Підтримка анімації з використанням кількох сторінок і таймера (як у PSD)

## Виклики
Відповідно до чернетки специфікації (станом на жовтень 2010 року), головною проблемою для крос-програмного формату є те, що оскільки не всі функції доступні в усіх програмах, зображення не виглядатиме однаково в різних програмах, особливо з шарами коригування/фільтрування.
Ймовірним обхідним шляхом є зберігання додаткового шару, який містить повністю вималювані піксельні дані, які видно після обробки всього зображення, або, можливо, його знімок із нижчою роздільністю, придатний для попереднього перегляду та ескізів.
Можуть бути визначені різні рівні впровадження, наприклад, початковий, простий, малий, нормальний, повний і спеціальний.

## Підтримка в застосунках
OpenRaster має обмежену підтримку в деяких графічних програмах.
| Застосунок      | Базовий рівень                                | SVG |
| --------------- | --------------------------------------------- | --- |
| DrawPile        | Підтримується                                 | Так |
| Chasys Draw IES | Підтримується                                 | Так |
| GIMP            | Базова підтримка від версії 2.8               | Ні  |
| Inkscape        | Не підтримується                              |     |
| Krita           | Підтримується                                 | Ні  |
| LazPaint        | Читання від версії 5.0 і запис від версії 5.2 | Так |
| MyPaint         | Типовий формат робочого файлу                 | Так |
| Nathive         | Типовий формат від версії 0.908               |     |
| Pinta           | Підтримується від версії 0.4                  | Ні  |
| XnView          | Підтримується через користувацький додаток    |     |
| Scribus         | Підтримується від версії 1.5                  | Ні  |
| ImageMagick     | Підтримується від версії 7.0.10-26            | Так |
| Paint.NET       | Підтримується через користувацький додаток    | Ні  |